# Hockey su ghiaccio al XVII Festival olimpico invernale della gioventù europea - Torneo femminile
Il torneo femminile di hockey su ghiaccio al XVII Festival olimpico invernale della gioventù europea  si è svolto  sono svolti dal 6 al 10 febbraio 2025 alla Leader Arena di Tbilisi

## Comitati olimpici partecipanti
In seguito alla sospensione degli atleti di Russia e Bielorussia da tutte le competizioni sportive dovuta all'invasione russa dell'Ucraina del 2022 le loro delegazioni non sono state incluse tra i comitati partecipanti, che sono elencati come segue:
- Finlandia
- Italia
- Slovacchia
- Svezia
- Svizzera
- Rep. Ceca

## Risultati

### Gruppo A
| Squadra    | Punti | PG | V | VOT | POT | P | GF | GS | DG  |
| ---------- | ----- | -- | - | --- | --- | - | -- | -- | --- |
| Rep. Ceca  | 6     | 2  | 0 | 0   | 0   | 0 | 6  | 0  | +10 |
| Slovacchia | 2     | 2  | 0 | 1   | 0   | 1 | 4  | 7  | -3  |
| Svizzera   | 1     | 2  | 0 | 0   | 1   | 0 | 3  | 10 | -7  |

Risultati incontri
| Tbilisi 6 febbraio 2025, ore 14:30 | Rep. Ceca | 4 – 0 (3-0, 1-0, 0-0) referto | Slovacchia | Leader Arena |

| Tbilisi 7 febbraio 2025, ore 14:30 | Svizzera | 0 – 6 (0-4, 0-2, 0-0) referto | Rep. Ceca | Leader Arena |

| Tbilisi 8 febbraio 2025, ore 14:30 | Slovacchia | 4 – 3 (1-2, 1-1, 1-0, 1-0) referto | Svizzera | Leader Arena |

### Gruppo B
| Squadra   | Punti | PG | V | VOT | POT | P | GF | GS | DG  |
| --------- | ----- | -- | - | --- | --- | - | -- | -- | --- |
| Finlandia | 6     | 2  | 2 | 0   | 0   | 0 | 23 | 2  | +21 |
| Svezia    | 3     | 1  | 1 | 0   | 0   | 1 | 22 | 7  | +15 |
| Italia    | 0     | 2  | 0 | 0   | 0   | 2 | 2  | 38 | -36 |

Risultati incontri
| Tbilisi 6 febbraio 2025, ore 18:00 | Finlandia | 5 – 2 (0-0, 5-0, 1-2) referto | Svezia | Leader Arena |

| Tbilisi 7 febbraio 2025, ore 18:00 | Italia | 0 – 18 (0-6, 0-7, 0-5) referto | Finlandia | Leader Arena |

| Tbilisi 8 febbraio 2025, ore 18:00 | Svezia | 20 – 2 (10-0, 6-2, 4-0) referto | Italia | Leader Arena |

## Semifinali
| Tbilisi 9 febbraio 2025, ore 10:00 | Rep. Ceca | 10 – 2 (4-0, 3-2, 3-0) referto | Svezia | Leader Arena |

| Tbilisi 9 febbraio 2025, ore 13:30 | Slovacchia | 2 – 3 (0-0, 1-2, 1-0, 1-0) referto | Finlandia | Leader Arena |

## Partite per i piazzamenti
Quinto posto
| Tbilisi 10 febbraio 2025, ore 11:00 | Svizzera | 8 – 0 (4-0, 1-0, 3-0) referto | Italia | Leader Arena |

Terzo posto
| Tbilisi 10 febbraio 2025, ore 11:30 | Svezia | 6 – 7 (2-1, 1-4, 3-1, 0-1) referto | Slovacchia | Leader Arena |

Finale primo posto
| Tbilisi 10 febbraio 2025, ore 15:00 | Rep. Ceca | 5 – 2 (0-0, 3-1, 2-1) | Finlandia | Leader Arena |